# 茅森早香
茅森 早香（かやもり さやか、1982年5月4日 - ）は、最高位戦日本プロ麻雀協会所属のプロ雀士。北海道苫小牧市出身、現在東京都在住。北海道苫小牧西高等学校中退。通り名としては日本プロ麻雀連盟所属の黒木真生が命名した「天才すぎるオンナ雀士」と呼ばれる事が多い。趣味は猫を愛でる事、ハイボールを飲む事、ゴルフ。
2019年9月1日よりYouTubeチャンネル「さやチャンネルω」を開設し、YouTuberとしても活動。2023年10月1日に新宿区百人町にクレープ店「ジラフクレープ」を開店。2024年7月27日に渋谷区の代官山に同2号店を開店と実業家としての一面を見せている。

## 来歴
- 実質的テレビデビューとなった第2回女流モンド21杯では、その守備的な打ち回しからプロをも驚嘆させるアがりを連発し、優勝。当時21歳にしてテレビタイトルホルダーとなった。
- 2011年第11期女流最高位戦のリーグ戦に久々に参戦。女流Bリーグ勝ち上がりで決定戦に進出。決定戦の最終戦オーラスで、親跳満を上がって大逆転し悲願の最高位戦タイトル制覇となった。
- 2012年4月14日の『麻雀最強戦2012 女流プロ代表決定戦』に出場。決勝戦では鳴きを生かしたスピードで上がり続けて大きくリードし、南3局で石井あやに追い上げられるもののオーラスを逃げ切り優勝。最強戦ファイナルの出場権を獲得した。
- 2013年4月13日の『麻雀最強戦2013 女流プロ代表決定戦』にディフェンディングチャンピオンとして出場。決勝で魚谷侑未にオーラスで逆転され準優勝に終わる。しかし、魚谷が「モンド王座」も優勝し、最強戦ファイナルの出場枠が1枠空いたため、同年8月13日の「雀豪復活マッチ」（敗者復活戦）に急遽出場。滝沢和典、佐々木寿人、鈴木達也の強豪相手に、6回戦中4回トップを取り圧勝。最強戦ファイナルの出場権を獲得した。
- 2016年、第13回女流モンド杯では、予選、準決勝にかけて敗退の危機にあったが、驚異の巻き返しで決勝に進出。決勝第2戦オーラスまで二階堂瑠美、魚谷侑未と競り合い、最後は三者がトータルポイント1000点以内にひしめく大混戦の中、普段なら絶対にしないというオタ風の北ポンからチャンタをアガり、2度目の優勝を果たした。
- 雀荘で声をかけられた事をきっかけに付き合い始めた一般男性と9ヶ月の交際の末に2017年12月に結婚、その前月の11月にブログとツイッターで妊娠している事、2018年は産休に入る事を公表した（この時点では結婚はしておらず、結婚予定である事実は伏せている）。ツイッター上では同じ産休に入る豊後葵などに暖かいコメントを返すなど自身の妊娠に関連したつぶやきを発しており、素っ気ないながらも毒のある解説コメントとは違った一面を見せていた。2018年2月に未熟児でありながら男児「涼空（りく）」を出産、5月に無事退院した。退院後はツイッター上にて子供の成長していく姿を写真にて頻繁にアップするなど書き込みに変化が見られている。
- 同年10月から開幕したMリーグのセガサミーフェニックスからドラフト3位で指名を受けて契約。Mリーガーとして参戦している。チーム内では某漫画家のツイッター上での紹介ツイートのせいか、格上の近藤誠一を「セミ」「メガネ」と呼び、アゴで扱うやさぐれ番長キャラとされており、本人やチームもその書き込みにリツイートするなど懐の深さを見せている。初年度、チームは7チーム中6位に終わったが、個人としてはレギュラーシーズン平均打点1位の活躍を見せた。
- 2025-26シーズンからはセガサミーフェニックスの4代目監督として就任する事が決定。プレイヤー兼監督としては二階堂亜樹に次ぐMリーグ史上2人目の就任となる。

## 人物・エピソード
- 愛らしいルックスを備え、女流プロとして「麻雀は常に冷静に打つ」・「平常心」といった言葉をモットーとしている。デビュー当初は主に守備を重視した打ち回しを見せていたものの、攻撃的な打牌が見られるようになる。実力は団体を問わず女流プロの中でもトップクラスと評価されている。
- 学生時代、部活動でバスケットボールを行っており、主将を務めていた。
- テレビ対局では険しい表情を見せ、また素っ気無い解説をする一方、緊張を崩した時に見せる笑顔とのギャップが大きく、そのツンデレぶりがファンを惹きつけている。当初はテレビトークが苦手。テレビではそれが強く顕れて物静かなツンデレキャラだが、実際は趣味が体を表すのかイジられるタイプのキャラクターである。特に独特の猫語（日記の最後に「にゃー」で締める文体など）を使っていた事から、日記を書いていたはこてんパラダイスなどでは主に「にゃぁプロ」などと呼ばれている。猫を愛でる写真と同じくらいビールを飲む写真アップされ、素面でいる時には異常な強さを見せる結果となる日記が多いものの、負けた日の日記には「負けたのはビールの飲み過ぎで不摂生なせい」などとコメントされる事もしばしば。また、ネット上のあだ名としてはその唇の形から称された「ω」と書かれる事が多い。これに準じてツイッター上でのつぶやきに「#さや姉ω」を添える事を推奨している。
- MONDOTVの対局で役満を3度放銃しているのは茅森だけである（和田聡子、二階堂亜樹、石井あやにいずれも国士無双を放銃）。二階堂については本人が好きな雀士として頻繁に名前を挙げるなど尊敬しており、「さやチャンネルω」にてお互いにライバルについてインタビューされた際ライバルとしてお互いに名前を挙げるという「ライバル同盟」なるものを結んだと述べている。また2025-26シーズンから二階堂、茅森ともにMリーグでチーム内選手兼監督として同時期に就任する事となり、X上などで「やはりライバル同盟は何かある」「代打アタイ対代打アタイ」などと書かれ盛り上がる事となった。
- 感性派の雀士と言える人物で、麻雀の打ち筋などは高い評価を得ており現在のMONDOTVの前身であるMONDO21時代のデータでは2007年の時点で出演のプロ雀士の中で順位率が1位を誇っていた。
- 2020年シーズンのMリーグでは、Mリーグ初出現となったレアな役を2役アガっている。2020年10月16日に槍槓を鈴木たろう（赤坂ドリブンズ）から、2021年1月7日には石橋伸洋（U-NEXT Pirates）から二盃口をアガっている。
- 好きなアーティストはGLAY。
- クレープ店を開店した理由は自閉症かつ発達障害を抱えた愛息が大人になった時に働ける場所を作りたいという親心からと述べている。

## 獲得タイトル
- 女流最高位 (第11期)
- Mリーグ2018 平均打点王   7873点

## 主な戦績
- 第2回 女流モンド21杯 優勝
- 第13回 女流モンド杯 優勝
- 女流プロ麻雀日本シリーズ2019 優勝

## Mリーグ成績
| シーズン | チーム                 | 半荘 | 個人スコア | 個人スコア | 個人スコア | 最高スコア | 最高スコア | 4着回避率 | 4着回避率 | 連対率 | トップ率 | 平均 着順 | 1着 | 1.5 | 2着 | 2.5 | 3着 | 3.5 | 4着 | 参照  |
| シーズン | チーム                 | 半荘 | Pt         | 順位       | 平均       | 点         | 順位       | 率        | 順位      | 連対率 | トップ率 | 平均 着順 | 1着 | 1.5 | 2着 | 2.5 | 3着 | 3.5 | 4着 | 参照  |
| -------- | ---------------------- | ---- | ---------- | ---------- | ---------- | ---------- | ---------- | --------- | --------- | ------ | -------- | --------- | --- | --- | --- | --- | --- | --- | --- | ----- |
| 2018-19  | セガサミーフェニックス | 29   | ▲65.4      | 14/21      | ▲2.3       | 56,400     | ――         | 0.79      | 8/21      | 37.9%  | 24.1%    | 2.59      | 7   | 0   | 4   | 0   | 12  | 0   | 6   | [ 2 ] |
| 2019-20  | セガサミーフェニックス | 26   | ▲157.9     | 23/29      | ▲6.1       | 44,400     | 28/29      | 0.6923    | 21/29     | 50.0%  | 15.4%    | 2.63      | 4   | 0   | 9   | 1   | 4   | 0   | 8   | [ 3 ] |
| 2020-21  | セガサミーフェニックス | 23   | 110.2      | 9/30       | 4.8        | 54,200     | 17/30      | 0.7391    | 16/30     | 52.2%  | 34.8%    | 2.39      | 8   | 0   | 4   | 0   | 5   | 0   | 6   | [ 4 ] |
| 2021-22  | セガサミーフェニックス | 26   | 251.6      | 5/32       | 9.7        | 62,100     | 12/32      | 0.8077    | 10/32     | 65.4%  | 30.8%    | 2.23      | 8   | 0   | 9   | 0   | 4   | 0   | 5   | [ 5 ] |
| 2022-23  | セガサミーフェニックス | 25   | ▲186.3     | 27/32      | ▲7.5       | 90,000     | 2/32       | 0.7200    | 20/32     | 40.0%  | 16.0%    | 2.74      | 4   | 0   | 6   | 0   | 7   | 1   | 7   | [ 6 ] |
| 2023-24  | セガサミーフェニックス | 24   | ▲165.7     | 28/36      | ▲6.9       | 62,100     | 17T/36     | 0.7083    | 25T/36    | 45.8%  | 20.8%    | 2.63      | 5   | 0   | 6   | 0   | 6   | 0   | 7   | [ 7 ] |
| 2024-25  | セガサミーフェニックス | 21   | ▲223.3     | 28/36      | ▲10.6      | 85,700     | 4/36       | 0.5238    | 34/36     | 42.9%  | 14.3%    | 2.90      | 3   | 0   | 6   | 0   | 2   | 0   | 10  | [ 8 ] |
| 通算     | 通算                   | 174  | ▲436.8     | ▲436.8     | ▲2.5       | 90,000     | 90,000     | 71.8%     | 71.8%     | 47.7%  | 22.4%    | 2.58      | 39  | 0   | 44  | 1   | 40  | 1   | 49  |       |

- 個人賞は規定打荘数（20半荘）以上の選手が対象
- 着順の1.5、2.5、3.5は1着同着、2着同着、3着同着
- 2019年シーズンから最高スコアが表彰対象に

| シーズン               | チーム                 | 半荘                   | 個人スコア             | 個人スコア             | 最高スコア             | 4着回避率              | 連対率                 | トップ率               | 平着                   | 1着                    | 1.5                    | 2着                    | 2.5                    | 3着                    | 3.5                    | 4着                    |                        |
| シーズン               | チーム                 | 半荘                   | Pt                     | 平均                   | 最高スコア             | 4着回避率              | 連対率                 | トップ率               | 平着                   | 1着                    | 1.5                    | 2着                    | 2.5                    | 3着                    | 3.5                    | 4着                    |                        |
| セミファイナルシリーズ | セミファイナルシリーズ | セミファイナルシリーズ | セミファイナルシリーズ | セミファイナルシリーズ | セミファイナルシリーズ | セミファイナルシリーズ | セミファイナルシリーズ | セミファイナルシリーズ | セミファイナルシリーズ | セミファイナルシリーズ | セミファイナルシリーズ | セミファイナルシリーズ | セミファイナルシリーズ | セミファイナルシリーズ | セミファイナルシリーズ | セミファイナルシリーズ | セミファイナルシリーズ |
| ---------------------- | ---------------------- | ---------------------- | ---------------------- | ---------------------- | ---------------------- | ---------------------- | ---------------------- | ---------------------- | ---------------------- | ---------------------- | ---------------------- | ---------------------- | ---------------------- | ---------------------- | ---------------------- | ---------------------- | ---------------------- |
| 2019-20                | セガサミーフェニックス | 2                      | ▲102.1                 | ▲51.1                  | 17,000                 | 0%                     | 0%                     | 0%                     | 4.00                   | 0                      | 0                      | 0                      | 0                      | 0                      | 0                      | 2                      |                        |
| 2021-22                | セガサミーフェニックス | 5                      | ▲83.3                  | ▲16.7                  | 32,500                 | 80.0%                  | 40.0%                  | 0%                     | 2.80                   | 0                      | 0                      | 2                      | 0                      | 2                      | 0                      | 1                      |                        |
| 2024-25                | セガサミーフェニックス | 3                      | 57.5                   | 19.2                   | 41,300                 | 100%                   | 66.7%                  | 33.3%                  | 2.00                   | 1                      | 0                      | 1                      | 0                      | 1                      | 0                      | 0                      |                        |
| セミファイナル通算     | セミファイナル通算     | 10                     | ▲127.9                 | ▲12.8                  | 41,300                 | 70.0%                  | 40.0%                  | 10.0%                  | 2.80                   | 1                      | 0                      | 3                      | 0                      | 3                      | 0                      | 3                      |                        |
| ファイナルシリーズ     |                        |                        |                        |                        |                        |                        |                        |                        |                        |                        |                        |                        |                        |                        |                        |                        |                        |
| 2019-20                | セガサミーフェニックス | 2                      | 21.5                   | 10.8                   | 30,800                 | 100%                   | 50.0%                  | 50.0%                  | 2.00                   | 1                      | 0                      | 0                      | 0                      | 1                      | 0                      | 0                      |                        |
| 2021-22                | セガサミーフェニックス | 2                      | 14.7                   | 7.4                    | 41,100                 | 100%                   | 50.0%                  | 0%                     | 2.25                   | 0                      | 0                      | 1                      | 1                      | 0                      | 0                      | 0                      |                        |
| 2024-25                | セガサミーフェニックス | 3                      | 57.0                   | 19.0                   | 53,900                 | 100%                   | 66.7%                  | 33.3%                  | 2.00                   | 1                      | 0                      | 1                      | 0                      | 1                      | 0                      | 0                      |                        |
| ファイナル通算         | ファイナル通算         | 7                      | 93.2                   | 13.3                   | 53,900                 | 100%                   | 57.1%                  | 28.6%                  | 2.07                   | 2                      | 0                      | 2                      | 1                      | 2                      | 0                      | 0                      |                        |
| ポストシーズン通算     | ポストシーズン通算     | 14                     | ▲34.7                  | ▲2.5                   | 53,900                 | 78.6%                  | 42.9%                  | 14.3%                  | 2.61                   | 2                      | 0                      | 4                      | 1                      | 4                      | 0                      | 3                      |                        |

## 作品

### 一般DVD
- プロ麻雀リーグ 女流雀士編（2005年3月30日、エイベックス）

## 出演

### 映画
- 麻雀最強戦 the movie（2022年11月18日公開、マグネタイズ）監督:原澤遊風[9]

### テレビ
- モンド21麻雀プロリーグ（MONDO21）[要出典][10][11]